# Зіммерингер (футбольний клуб)
Перший спортивний клуб «Зіммерингер» (нім. 1. Simmeringer Sport-Club) — австрійський футбольний клуб, заснований в 1901 році.

## Досягнення
- Третій призер чемпіонату Австрії: 1926

## Статистика
| Сезони | Матчі | Перемоги | Нічиї | Поразки | Різниця м'ячів | Очки |
| ------ | ----- | -------- | ----- | ------- | -------------- | ---- |
| 36     | 847   | 262      | 166   | 419     | 1449 — 1995    | 690  |

## Відомі гравці
- Фердинанд Сватош (1911—1914) — нападник, провів за збірну Австрії в 1914—1925 р. 23 матчі, 18 голів.
- Карл Сеста — гравець основи «вундертиму».
- Йохан Хорват (1920—1927, 1935—1940) — нападник, провів за збірну Австрії в 1924—1934 р. 46 матчів, 29 голів.
- Август Старек — результативний нападник.
- Антал Дунаї — володар «Срібної бутси» 1968, «Бронзової бутси» 1969.
- Антон Польстер — найкращий бомбардир збірної Австрії 44 голи.